# فشار نسبی
فشار نسبی (به انگلیسی: Partial pressure) فشاریست که در مخلوطی از گازها، هر گاز به میزان فشار خود بر گاز دیگر اعمال فشار می‌نماید. مثلا فشار باد لاستیک اتومبیلی ۲۵psi هست این یک فشار نسبی است زیرا که لاستیک دارای ۲۵psi نسبت به محیط است یعنی وقتی باد ندارد فشارش ۰ نیست بلکه معادل محیط است.

## اثر فشار نسبی گازهای تنفسی بر بدن
بدن در برابر تاثیر گازها بر اساس فشار نسبی آنها واکنش نشان می‌دهد. هرچه میزان فشار نسبی بیشتر باشد، تاثیرات فیزیولوژیک آن گاز بر بدن بیشتر می‌شود.
برای مثال بیماری مسمومیت با اکسیژن بر اثر فشار بالای اکسیژن تنفسی موجود در هوای تنفسی بروز می‌نماید.